# Richard Waghorn
Henry Richard Danvers "Dick" Waghorn, AFC (6. září 1904 Brompton – 7. května 1931 Farnborough) byl britský letec, důstojník Royal Air Force, který zvítězil ve Schneiderově poháru roku 1929.

## Životopis
Roku 1924 se stal kadetem na Royal Air Force College Cranwell. Jako absolvent získal čestný meč pro nejlepšího všestranného kadeta. Byl přidělen k 17. peruti RAF, která v té době létala na letadlech Sopwith 7F.1 Snipe. Po několika letech služby byl poslán na kurz instruktora létání na Ústřední leteckou školu (CFS), kde po absolvování kurzu zůstal jako kvalifikovaný instruktor létání. V únoru roku 1929 byl vyslán do Marine Aircraft Experimental Establishment ve Felixstowe, aby zde trénoval jako účastník britského týmu, který se měl účastnit soutěže o Schneiderův pohár.
Ještě před závodem se stihl 15. června 1929 oženit s Dollie Watson, která mu porodila syna.
Po tréninku se britský tým přesunul do Calshot, aby se připravil na závody proti Francii, Itálie a Spojeným státům. 6. září 1929
vyhrál závod s plovákovým letounem Supermarine S.6. Trať dokončil za 39 minut 42 sekund při průměrné rychlosti 529 km/h (328,63 mph). Tím získal druhé vítězství v řadě pro Spojené království. Za vítězství mu byl udělen Letecký kříž (AFC). Ocenění bylo oznámeno v London Gazette dne 20. září 1929 a zní:
| „ | Král s laskavým potěšením schválil udělení kříže letectva leteckému důstojníkovi Henrymu Richardovi Danversovi Waghornovi jako uznání jeho úspěchu, který vyhrál v nedávném leteckém závodě „Schneider Trophy“. | “ |

Waghorn nadále pokračoval v létání se zájmem především o experimentální a vysokorychlostní létání. Kromě létání se věnoval také lyžování. Byl druhý v závodě na 3¾ míle v roce 1930 British Ski Championship.

## Smrt
5. května 1931 Waghorn testoval dvouplošný bombardér Hawker Horsley nad Farnborough. Letadlo Horsley sloužilo k provádění experimentů s chladiči motorů. Tento měl navíc namontovaný motor Rolls-Royce Buzzard místo motoru Condor. Vlivem silného větru ztratil Waghorn nad letounem kontrolu. On i jeho civilní asistent E. R. Alexander seskočili s využitím padáků z letadla. Alexander přistál na střeše továrny a utrpěl menší zranění. Waghorn, byl vážně zraněn a 7. května zemřel.